# کمپ ادرل

مراسم تغییر فرماندهی در کمپ ادرل

کمپ ادرل (انگلیسی: Caserma Ederle) یک مجموعهٔ نظامی در ویچنزا، ایتالیا است که نیروی زمینی ایالات متحده آمریکا در آن نیروهای مستقر دارد. این مجموعه تحت کنترل ارتش ایتالیا است و می‌تواند در هر زمان توسط مقامات ایتالیایی مدیریت شود.